# Gouldsamadine
Gouldsamadine (Erythrura gouldiae) er en australsk pragtfinke. Det er en udryddelsestruet fugleart med mindre end 2.500 fugle tilbage i dens naturlige leveområde i Northern Territory. Den yngler i fangenskab og kan købes i dyreforretninger i Danmark.
Ornitologen John Gould gav fulgen navnet Lady Gouldian Finch efter sin kone. På tysk fik den navnet Gouldsamadine hvor amadine er en betegnelse der på tysk bruges om nogle af pragtfinkerne.
| Fugl | Spire Denne artikel om fugle er en spire som bør udbygges. Du er velkommen til at hjælpe Wikipedia ved at udvide den. |